# هوندا سی‌آر-وی نسل سوم
نسل سوم هوندا سی‌آر-وی در سال ۲۰۰۷ عرضه شد. فروش آن در ایالات متحده از اواخر ۲۰۰۶ آغار شد. بر خلاف مدل‌های قبلی در عقب این خودرو دیگر از لاستیک زاپاس بر روی درب عقب خبری نبود. اینCR-V پایین‌تر، گسترده‌تر و کوتاه‌تر از مدل‌های قبلی بود.

## ایمنی
تصادف از جلو: 
تصادف از بغل: 
مجموع: 
منبع: